# Lasse Holm

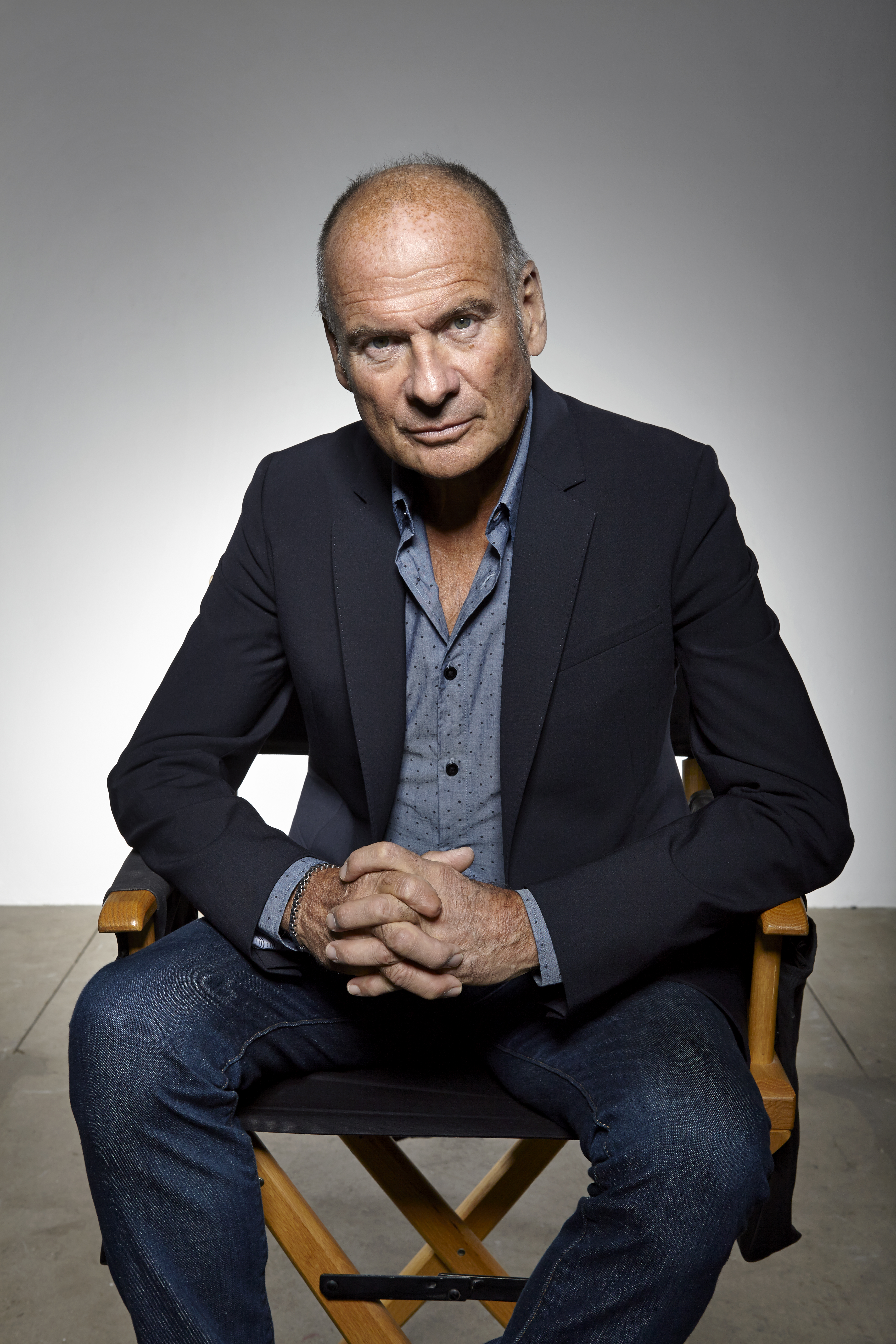
Lasse Holm (2014)

Lasse Holm (eigentl.: Lars-Eric Gustav Holm, * 9. Dezember 1943 in Stockholm) ist ein schwedischer Schlager-Komponist und Sänger sowie Moderator.

## Karriere
Seit den 1960er Jahren spielte Holm in Pop- und Rockbands. Ab den 1980er Jahren betätigte er sich verstärkt als Komponist, darunter für die schwedische Band Chips. Er nahm von 1978 bis 2012 insgesamt 18-mal beim Melodifestivalen als Pop- und Schlagerkomponist teil, fünfmal hatte er den Siegertitel geschrieben. Im Jahr 1986 trat er sogar selbst als Sänger an zusammen mit Monica Törnell und konnte einen Sieg erringen. Mit dem Schlager E' de' det här du kallar kärlek? durfte das Duo daher beim Eurovision Song Contest 1986 in Bergen (Norwegen) antreten, wo sie den fünften Platz erreichten.
Ab 1994 wurde er als Fernsehmoderator aktiv, bei der Talentshow Sikta mot stjärnorna und ab 1999 mit dem Musikquiz Diggiloo. Er präsentierte dann ab 2003 die Sommer-Musikshow Diggiloo. 

## Diskografie (Auswahl)

### Alben
| Jahr | Titel      | Höchstplatzierung, Gesamtwochen, AuszeichnungChartsChartplatzierungen (Jahr, Titel, Platzierungen, Wochen, Auszeichnungen, Anmerkungen) | Anmerkungen |
| Jahr | Titel      | SE | Anmerkungen |
| ---- | ---------- | --- | ----------- |
| 1986 | Lasse Holm | SE23 (5 Wo.)SE |             |

### Singles
| Jahr | Titel Album                                | Höchstplatzierung, Gesamtwochen, AuszeichnungChartsChartplatzierungen (Jahr, Titel, Album, Platzierungen, Wochen, Auszeichnungen, Anmerkungen) | Anmerkungen        |
| Jahr | Titel Album                                | SE | Anmerkungen        |
| ---- | ------------------------------------------ | --- | ------------------ |
| 1986 | E’ de’ det här du kallar kärlek Lasse Holm | SE17 (2 Wo.)SE | mit Monica Törnell |
| 1986 | Cannelloni Macaroni Lasse Holm             | SE6 (4 Wo.)SE |                    |